# Hovit
Hovit (en arménien Հովիտ) est une communauté rurale du marz de Shirak en Arménie. En 2008, elle compte 550 habitants.